# Tobias Harris
Tobias John Harris (ur. 15 lipca 1992 w Islip) – amerykański koszykarz, występujący na pozycjach niskiego i silnego skrzydłowego, aktualnie zawodnik Philadelphia 76ers.
Poprowadził drużynę Half Hollow Hills HS do mistrzostwa stanu (klasy AA) Nowy Jork szkół średnich, w 2010. Jako senior wystąpił też w meczach gwiazd HS, Jordan Brand Classic, McDonald's All-American i Nike Hoop Summit. Wyróżniono go również tytułem New York's Mr. Basketball (2010).
16 lutego 2016 został oddany w wymianie do Detroit Pistons w zamian za Brandona Jenningsa i Ersana İlyasova.
29 stycznia 2018 został wymieniony do Los Angeles Clippers w transakcji obejmującej sześciu zawodników.
6 lutego 2019 trafił w wyniku wymiany do Philadelphia 76ers.

## Osiągnięcia
Stan na 18 lutego 2018, na podstawie, o ile nie zaznaczono inaczej.
NCAA
- Uczestnik turnieju NCAA (2011)
- Zaliczony do:
  - I składu pierwszoroczniaków SEC (2011)
  - II składu SEC (2011)

NBA
- Zaliczony do I składu ligi letniej NBA w Las Vegas (2012)
- Uczestnik konkursu rzutów za 3 punkty (2018)
- Zawodnik tygodnia NBA (13.11.2017)